# Abraham García Aliaga
Abraham García Aliaga (Madrid, España, 11 de enero de 1974), más conocido como Abraham García, es un entrenador de fútbol español. Actualmente entrena al Marbella FC de la Tercera División de España.

## Trayectoria
García es un entrenador que ha dirigido en las divisiones inferiores del Real Madrid y el Atlético de Madrid. Dirigió al Club Deportivo Toledo en tercera división.
En 2013, firma por el por el club chino Ningxia Helanshan, equipo que empezaró en divisiones inferiores de la liga china, con aspiraciones a ascender a primera división en el plazo de tres o cuatro años, señaló un comunicado del club del que se hizo eco la agencia oficial Xinhua.
En verano de 2015, el técnico madrileño se ha puesto al frente del primer equipo de Hong Kong, el Kitchee FC, vigente campeón de Liga.
El 25 de marzo de 2021, firma por el Marbella FC  de la Segunda División B de España. Pese a conseguir cinco victorias en los ocho partidos que dirigió, no fueron suficientes para evitar el descenso Tercera División de España.
En la temporada 2021-22, continuaría al frente del Marbella FC de la Tercera División de España.

## Clubes
| Club                    | País      | Año             |
| ----------------------- | --------- | --------------- |
| Real Madrid Juvenil     | España    | 2002-2006       |
| Real Madrid Castilla    | España    | 2006-2007       |
| Atlético de Madrid B    | España    | 2007-2009       |
| Montañeros CF           | España    | 2010-2011       |
| CD Toledo               | España    | 2012-2013       |
| Ningxia Helanshan       | China     | 2013-2014       |
| Kitchee SC              | Hong Kong | 2015-2016       |
| Gimnástica Segoviana CF | España    | 2016-2018       |
| Marbella FC             | España    | 2021-Actualidad |